# Симмах (папа римский)
Симмах (лат. Symmachus PP.; ? — 19 июля 514) — папа римский с 22 ноября 498 года по 19 июля 514 года.

## Ранние годы
Симмах родился на Сардинии (тогда — часть Королевства вандалов), его отца звали Фортунат. Историк Джеффри Ричардс отмечает, что он родился язычником, и, возможно, был самого низкого происхождения среди всех остготских пап, большинство которых были членами аристократических семей. Симмах был крещён в Риме, где он стал архидиаконом Церкви при папе Анастасии II.

## Правление
Симмах был избран папой 22 ноября 498 года в базилике Константина. Протоиерей Санта-Прасседе Лаврентий был избран папой в тот же день в церкви Святой Марии на совете фракции сторонников примирения с византийцами, которые были поддержаны императором Анастасием I. Обе фракции согласились призвать остготского короля Теодориха для арбитража. Он постановил, что тот, кто был избран первым и сторонники которого были наиболее многочисленны, должен стать папой. В итоге король признал более правым Симмаха. Однако документ, известный как «Лаврентьевский фрагмент» утверждает, что Симмах добился своего с помощью взяток, а диакон Магн Феликс Эннодий Миланский позднее писал, что 400 солидов были распределены среди влиятельных особ для завоевания их благосклонности.
После выборов в Риме разгорелась гражданская война. Теодорих призвал в Равенну лидеров двух партий (готской и византийской) на суд. Папой был признан Симмах, как избранный раньше и большинством. Через 6 месяцев распря продолжилась. Симмах продолжил созывать Синод, который состоялся в Риме 1 марта 499 года, в котором приняли участие 72 епископов и все римское духовенство. Лаврентий посетил этот синод. После этого он был назначен главой диоцеза Нукерия в Кампании. По данным Liber Pontificalis, Симмах даровал этот пост Лаврентию, «руководствуясь симпатией», но «Лаврентьевский фрагмент» утверждает, что Лаврентий «был серьёзной угрозой, и потому насильно отправлен» в Нукерию. Королю Теодориху была подана новая жалоба, теперь со стороны Лаврентия, и война в Риме возобновилась. Многие духовные лица, сторонники Симмаха, были убиты.
В 501 году сенатор Руф Постумий Фест, сторонник Лаврентия, обвинил Симмаха в совершении различных преступлений. В частности, он утверждал, что Симмах праздновал Пасху в неправильный день. Король Теодорих вызвал его в Ариминум ответить на обвинения. Папа прибыл и услышал в свой адрес новые обвинения, теперь в блуде и злоупотреблении церковной собственностью. Симмах запаниковал и бежал из Ариминума посреди ночи только с одним спутником. Его побег был расценен как признание вины. Лаврентий был доставлен обратно в Рим своими сторонниками, но значительная группа духовенства, в том числе большинство из старших священнослужителей, отказалась от общения с ним. Теодорих назначил епископа Петра Алтинского временно исполняющим обязанности епископа Рима на время празднования Пасхи, а судьбу Симмаха и Лаврентия должен был решить Синод — общее собрание духовенства в 502 году.
Чтобы предотвратить повторение смуты, Теодорих подготовил декрет о «выборах», в котором говорилось, что при жизни папы запрещалась какая-либо предвыборная агитация. И в этом же документе говорилось, что папе принадлежит право указывать своего преемника. Если же эта дезигнация не выполнялась по причине неожиданной смерти папы, то новый папа избирался клиром.

## Синод
Синод открылся под председательством итальянских митрополитов, Петра II из Равенны, Лаврентия из Милана и Марцеллиана из Аквилеи. Сессия оказалась бурной: обсуждение канона избрания папы вызвало бурные споры. Большинство собравшихся не смогли решить спор Симмаха и Лаврентия, но согласились с тем, что назначение Симмаха не может быть отозвано без согласия Теодориха. Между тем беспорядки в Риме нарастали, в результате чего ряд епископов бежали из Рима, а остальные просили короля перенести Синод в Равенну. Теодорих отказал, дав указание вновь собрать Синод 1 сентября. На новом заседании споры были не менее ожесточенными. В это время стало известно об убийстве нескольких сторонников Симмаха, и он отступил в собор Святого Петра, отказываясь выйти, несмотря на призывы членов Синода.
В этот момент Синод вновь подал прошение Теодориху, спрашивая разрешения распустить собрание и вернуться домой. Теодорих ответил в письме от 1 октября, что они должны решить свои споры и только после этого разойтись. Так епископы собрались вновь 23 октября 502 года. На собрании было решено, что так как папа был преемником святого Петра, они не могли судить Симмаха, и оставили Богу право решать. Всем, кто отказался от общения с Симмахом, было настоятельно рекомендовано примириться с ним, и что любой священник, отслуживший мессу в Риме без согласия папы в будущем должен быть наказан как раскольник. Резолюция была подписана 76 епископами во главе с Лаврентием из Милана и Петром из Равенны.
Несмотря на исходе синода, Лаврентий вернулся в Рим и в течение следующих четырёх лет, в соответствии с «Лаврентьевским фрагментом», управлял своими храмами как папа при поддержке сенатора Феста. Лишь в 506 году сторонникам Симмаха удалось убедить Теодориха заставить Лаврентия сдать свои храмы официальному папе. Гражданская война завершилась только в 514 году.
6 ноября 502 года Симмах собрал собор в базилике Св. Петра. Собор утвердил декрет, которым, кроме всего прочего, предлагалось проводить выборы Папы только в присутствии королевских уполномоченных. Прежняя форма избрания «клиром и миром» была отменена.
Симмах предоставил деньги и одежду католических епископам Африки и Сардинии, высланным правителями вандалов. Он также выкупил заключенных из верхней Италии и оказал им помощь.
Симмах уделял большое внимание украшению базилики Св. Петра. Для народа перед базиликой был построен первый на Ватикане фонтан. При базиликах Св. Петра, Св. Павла и Св. Лоренцо за стенами были открыты госпитали.
Симмах был первым римским епископом, которого стали называть Папой.
Почитается в католической церкви как святой; день памяти — 19 июля.